# T-28
För skolflygplan/lätt attackflygplan, se North American T-28 Trojan.
T-28 var en sovjetisk stridsvagn och en av världens första medeltunga stridsvagnar. Prototypen färdigställdes år 1931 och produktionen inleddes sent år 1932. Stridsvagnen var ämnad för infanteriunderstöd och var tänkt att bryta igenom befäst försvar. T-28 var tänkt att komplettera den tyngre T-35, med vilken den delade många komponenter.

## Bakgrund
Modellen liknade på många sätt den brittiska Vickers A1E1 Independent, som trots att den bara tillverkades i ett enda prototypexemplar 1926 hade stor påverkan på stridsvagnskonstruktörer världen över under mellankrigstiden. Kirov-verken i Leningrad började 1932 bygga en ny modell som var baserad på den brittiska Independent. T-28 godkändes officiellt den 11 augusti 1933. Sammanlagt byggdes 503 stycken T-28 i olika varianter under en åttaårsperiod som sträckte sig mellan 1933 och 1941.
Modellen blev inte någon framgång i praktiken (se nedan), men dess viktigaste roll var kanske som utbildningsprojekt för de sovjetiska konstruktörerna. Man prövade många idéer och nya lösningar med T-28, lösningar som senare användes i kommande modeller.

## Kännetecken
T-28 hade liksom den brittiska förebilden flera rörliga torn: ett stort kanontorn med en kortpipig 76,2 mm kanon (prototypen hade 45 mm kanon) och två mindre torn på båda sidor om det större, med varsin 7,62 mm kulspruta. Föraren satt mellan de två mindre tornen. Kring huvudtornet satt en karaktäristisk hästskoformad radioantenn som påminner om en ledstång.

## Användning

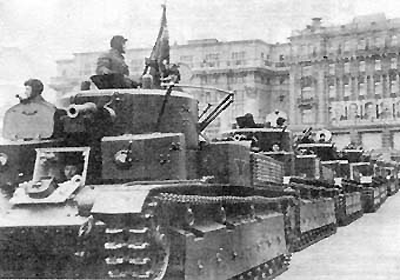
Stridsvagnar av modellen T-28, med hästskoformade radioantenner.

T-28:an kom att sättas in under invasionen av Polen år 1939, under det finska vinterkriget och under stridigheterna i Manchuriet mot Japan år 1939. Under de inledande faserna av vinterkriget användes stridsvagnen för att skjuta indirekt eld mot finländska bunkrar. Under stridigheterna fann man att bepansringen var otillräcklig och man började planera att uppgradera den. De främre pansarplåtarna uppgraderades från 50 mm till 80 mm och sido- och de bakre pansarplåtarna till 40 mm tjocklek. Trots att den nya bepansringen ökade vikten till omkring 32 ton påverkades vagnens prestanda inte nämnvärt. Med denna nya stridsvagn lyckades man slutligen bryta sig igenom den finländska huvudförsvarslinjen Mannerheimlinjen. Kort därefter upphörde man med produktionen och inriktade sig istället på den nya stridsvagnen T-34. De flesta T-28:orna förlorades under de två första månaderna av den tyska invasionen av Sovjetunionen, där de inte klarade sig bra mot de tyska stridsvagnarna.
Finländarna kallade T-28 för "Postivaunu" ("postvagn", ett namn som härstammar från att den första T-28 som man lyckades förstöra innehöll fältpostsäckar. Möjligtvis kan namnet också härstamma ifrån att stridsvagnens höga profil påminde om diligenserna som användes i vilda västern.) Finländarna erövrade 10 stycken T-28:or under vinterkriget och fortsättningskriget, och de användes fram till 1944.
Idag (2006) återstår fem T-28:or, fyra i Finland och en i Moskva. En restaurerad T-28 visas upp i finländskt fältkamouflage vid stridsvagnsmuseet vid Parola, nära Tavastehus i Finland.

## Utvärdering
Trots att stridsvagnen med rätta ansågs vara föråldrad år 1941, bör man komma ihåg att när den togs i bruk år 1933 var den franska armén huvudsakligen utrustad med stridsvagnen FT-17 och den tyska krigsmakten saknade helt stridsvagnar. Ingen armé skulle få en serietillverkad stridsvagn i klass med T-28 på flera år.
T-28:an hade ett antal egenskaper som var avancerade för tiden, däribland tvåvägsradio (i alla stridsvagnar) och fästen för luftvärnskulsprutor. Strax innan det andra världskriget uppgraderades många av T-28:orna så att de i fråga om pansar var likvärdiga de tidiga varianterna av den tyska Panzer IV.
Den sovjetiska stridsvagnen hade några allvarliga brister. Man hade problem med fjäderupphängningssystemet, men inget annat var tillgängligt vid denna tidpunkt. Motorn och kraftöverföringen ställde ofta till med problem. Det värsta var att konstruktionen inte var flexibel. Trots att T-28:an och de tidiga PzKpfw IV var jämförbara i pansar och eldkraft under krigets början, gjorde den tyska stridsvagnens goda grundkonstruktion det möjligt att kontinuerligt uppgradera denna, medan T-28 hade små möjligheter till förbättringar.
Olyckligtvis för den Röda armén var att när T-28 användes i strid år 1939, var den föråldrad. Under 1930-talet hade framsteg gjorts i fråga om tillförlitliga höghastighetsupphängningar, de första verkliga pansarvärnskanonerna kom och stridsvagnarna började gradvis öka sin eldkraft. Det spanska inbördeskriget visade att infanteri med små, dragna pansarvärnskanoner kunde besegra de flesta vanliga stridsvagnarna och gjorde de underbeväpnade stridsvagnarna från 1930-talet speciellt sårbara.

## Varianter
- T-28 modell 1934 — (T-28A) huvudproduktionsmodell med samma kanontorn som den tunga stridsvagnen T-35 och en 76,2 mm kanon av modell 27/32.
- T-28 modell 1938 — (T-28B) variant med längre och förbättrad 76,2 mm L-10 kanon, förbättrat kanonstabilisationssystem och ny motor (Modell M-17L).
- T-28E — år 1940 tillfördes ytterligare pansarplåtar på grund av de katastrofala resultaten från Finland.  "E" i typbeteckningen står för ekranirovannij (экранированный, eller "skyddad"). Frontpansaret ökades till 80 mm, sido- och bakpansaret till 40 mm, vilket ökade vikten till 32 ton
- T-28 modell 1940 — den sista omgången om cirka 12 stridsvagnar hade samma koniska torn som de T-35:or som tillverkades senare.

### Experimentella modeller
Flera bandkanoner, broläggningsstridsvagnen IT-28 och ett ingenjörsfordon med minvältar testades på chassit av T-28:an, men ingen accepterades för serietillverkning. T-29 var en prototyp för en moderniserad T-28, baserad på BT-stridsvagnens chassi — en senare version av detta fordon övervägdes samtidigt med andra stridsvagnar i urvalet av den framtida stridsvagnen T-34, men den var då redan föråldrad.